# Monica Frassoni
Monica Frassoni (ur. 10 września 1963 w Veracruz) – włoska polityk, eurodeputowana w latach 1999–2009, od 2009 do 2019 współprzewodnicząca Europejskiej Partii Zielonych.

## Życiorys
W 1989 na Uniwersytecie Florenckim ukończyła studia z zakresu nauk politycznych. W latach 90. była pracownikiem Grupy Zielonych w PE. Działała także w organizacjach pozarządowych, m.in. jako sekretarz generalny Młodych Europejskich Federalistów.
W 1999 została wybrana do Parlamentu Europejskiego z listy belgijskiej partii Ecolo. W wyborach w 2004 skutecznie ubiegała się o reelekcję z ramienia swojego macierzystego ugrupowania, włoskiej Federacji Zielonych. Od 2002 do 2009 pełniła funkcję współprzewodniczącej Grupy Zielonych – Wolny Sojusz Europejski. Zasiadała w Komisji Prawnej PE. W wyborach w 2009 nie została ponownie wybrana, kandydując z listy Lewica i Wolność, która nie przekroczyła nowo wprowadzonego progu wyborczego.
W październiku 2009 została współprzewodniczącą Europejskiej Partii Zielonych (obok Philippe’a Lambertsa). Pełniła tę funkcję do 2019.